# Канјон Крик (Вашингтон)
Канјон Крик (енгл. Canyon Creek) насељено је место без административног статуса у америчкој савезној држави Вашингтон.

## Демографија
По попису из 2010. године број становника је 3.200.
| Група             | 2000.    | 2010.         |
| Белци             | 0 (0,0%) | 2.888 (90,3%) |
| Афроамериканци    | 0 (0,0%) | 12 (0,4%)     |
| Азијати           | 0 (0,0%) | 28 (0,9%)     |
| Хиспаноамериканци | 0 (0,0%) | 146 (4,6%)    |
| Укупно            | 0        | 3.200         |